# Coenotephria microcyma
Coenotephria microcyma là một loài bướm đêm trong họ Geometridae.